# Murat Tileschew
Murat Äsimbekuly Tileschew (kasachisch Мұрат Әзімбекұлы Тілешев Mūrat Äzımbekūly Tıleşev, russisch Мурат Азимбекович Тлешев Murat Asimbekowitsch Tleschew; * 18. April 1980 in Taras) ist ein ehemaliger kasachischer Fußballspieler.

## Karriere
Murat Tileschew begann seine Karriere 1998 in seiner Geburtsstadt beim kasachischen Erstligisten FK Taras. Von 2003 bis 2006 lief der Stürmer für den Irtysch Pawlodar auf und gewann mit dem Verein zwei Meistertitel. Die Spielzeit 2007 verbrachte bei FK Astana. In der nächsten Saison stand Tileschew im Kader des Ordabassy Schymkent. 2008 kehrte der Stürmer zum Irtysch Pawlodar zurück. Im Frühjahr 2009 wechselte er zum Ligarivalen FK Aqtöbe, mit dem er zum dritten Mal die kasachische Meisterschaft gewinnen konnte. Nach zwei Spielzeiten in Aqtöbe kehrte er erneut nach Pawlodar zurück.

## Nationalmannschaft
Tileschew wurde acht Mal in der Kasachischen Fußballnationalmannschaft eingesetzt und erzielte dabei ein Tor.

## Erfolge
- Kasachischer Meister: 2003, 2006, 2009
- Kasachischer Pokalsieger: 2000/01
- Kasachischer Toptorschütze: 2005, 2008, 2009